# Buck Sydnor
Wallace Browder Sydnor, detto Buck (Logan County, 19 settembre 1921 – Louisville, 17 settembre 2003), è stato un cestista e allenatore di pallacanestro statunitense, professionista nella BAA.